# Overnight Celebrity
Overnight Celebrity è il secondo singolo del rapper statunitense Twista estratto dall'album Kamikaze. Lo ha prodotto e vi ha partecipato Kanye West.

## Informazioni
La canzone campiona il brano Cause I Love You di Lenny Williams e il suo testo è stato scritto dagli stessi Twista e Kanye West, più appunto da Lenny Williams e da Miri Ben-Ari e M. Bennett.
Ha raggiunto la posizione n.6 nella chart Billboard Hot 100, la n.2 nella Hot R&B/Hip-Hop Songs e la n.1 nella Hot Rap Tracks. In Regno Unito ha raggiunto la posizione n.16.

In Overnight Celebrity, Twista canta di incontrare una donna per strada e di dirle tutto ciò che lui è in grado di fare per lei. Fra queste, vi è appunto la possibilità di renderla una celebrità. Il verso 
 contiene un riferimento al singolo "Prototype" degli Outkast.
Il videoclip è stato diretto da Erik White e vi fanno apparizione la violinista Meri Ben-Ari, la modella Miya Granatell e Bishop Don "Magic" Juan, più i rappers di Chicago Do or Die, Da Brat, Rip, White Boy, Crucial Conflict e Bump J. Kanye West non appare nel video, nonostante il suo featuring nella canzone.
Overnight Celebrity fa anche parte della colonna sonora dei videogiochi Midnight Club 3 - DUB Edition (Xbox) e Saints Row (Xbox 360). Il remix ufficiale è con Cam'ron, 50 Cent e Dj Clue.

## Posizioni in classifica
| Chart (2004)                          | Posizione massima |
| ------------------------------------- | ----------------- |
| Billboard Hot 100 (USA)               | 6                 |
| Billboard Hot R&B/Hip-Hop Songs (USA) | 2                 |
| Billboard Hot Rap Tracks (USA)        | 1                 |
| RIANZ Singles Chart (Nuova Zelanda)   | 12                |
| Official Singles Chart (UK)           | 16                |
| World Singles Top 40                  | 35                |
| Irish Singles Chart (Irlanda)         | 44                |